# Cebovec
Cebovec – wieś w Chorwacji, w żupanii krapińsko-zagorskiej, w gminie Lobor. W 2011 roku liczyła 49 mieszkańców.